# Simply Deep
Simply Deep är den amerikanska sångerskan Kelly Rowlands debutalbum. Det släpptes 22 oktober 2002 av Columbia (skivbolag). Kelly Rowland samarbetade med en rad producenter och låtskrivare, bland annat Matthew Knowles och Big Bert.

## Mottagande

### Kommersiell framgång
I USA debuterade Simply Deep som nummer tolv på Billboard 200 den 9 november 2002 med 77 000 sålda album.

## Låtlista
| Nr           | Titel                               | Längd |
| ------------ | ----------------------------------- | ----- |
| 1.           | "Stole"                             | 4:09  |
| 2.           | "Dilemma" (med Nelly (rappare))     | 4:49  |
| 3.           | "Haven't Told You"                  | 3:42  |
| 4.           | "Can't Nobody"                      | 4:04  |
| 5.           | "Love/Hate"                         | 3:08  |
| 6.           | "Simply Deep" (med Solange Knowles) | 3:22  |
| 7.           | "(Loves Lives In) Strange Places"   | 3:32  |
| 8.           | "Obsession"                         | 3:36  |
| 9.           | "Heaven"                            | 3:59  |
| 10.          | "Past 12"                           | 3:28  |
| 11.          | "Everytime You Walk Out That Door"  | 4:08  |
| 12.          | "Train on a Track"                  | 3:43  |
| 13.          | "Beyond Imagination"                | 3:21  |
| Total längd: | Total längd:                        | 53:09 |